# Šedý přechodový filtr

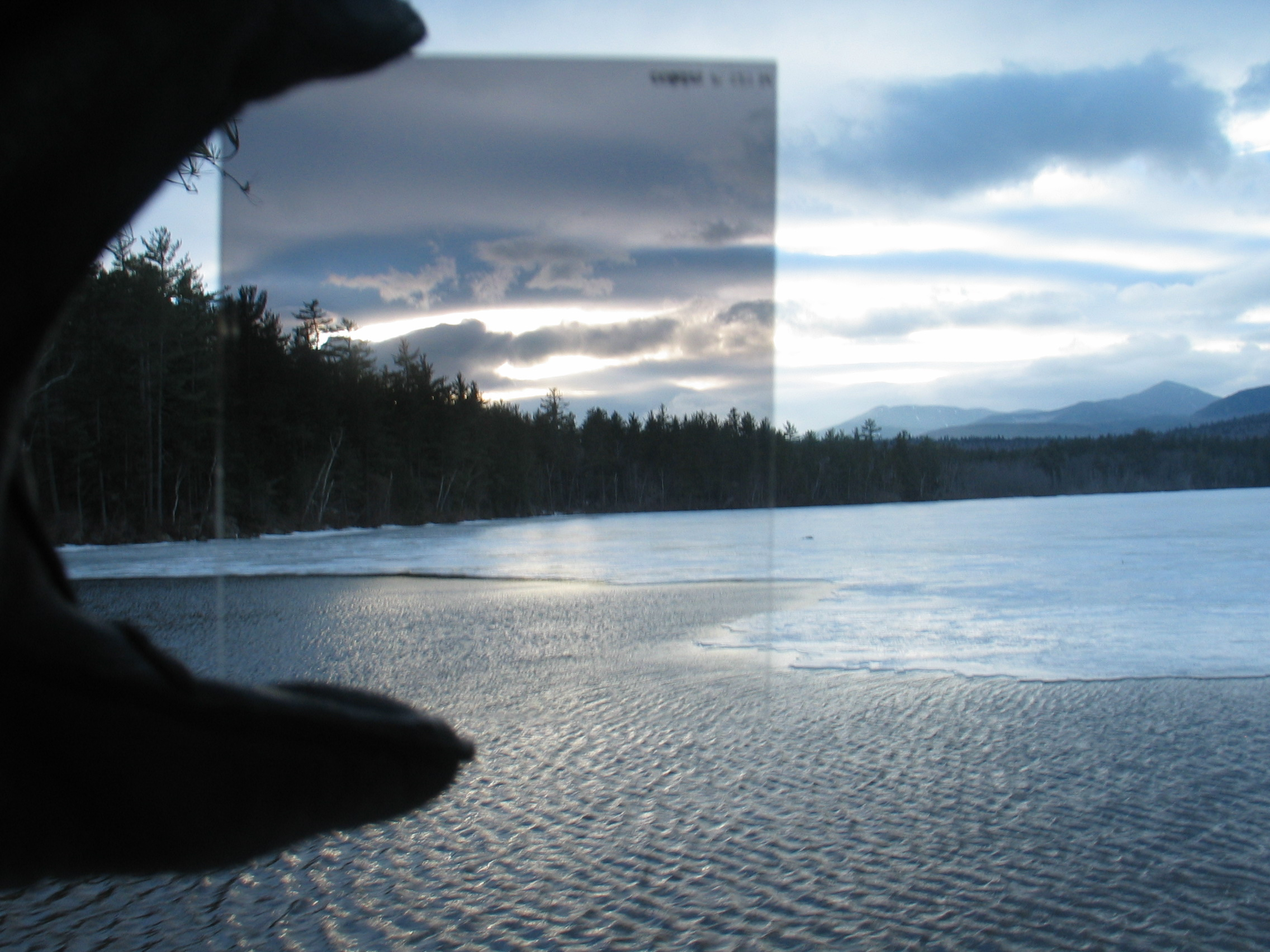
Přechodový šedý filtr nad horizontem. Všimněte si slabého kontrastu v přeexponované pravé části oblohy.

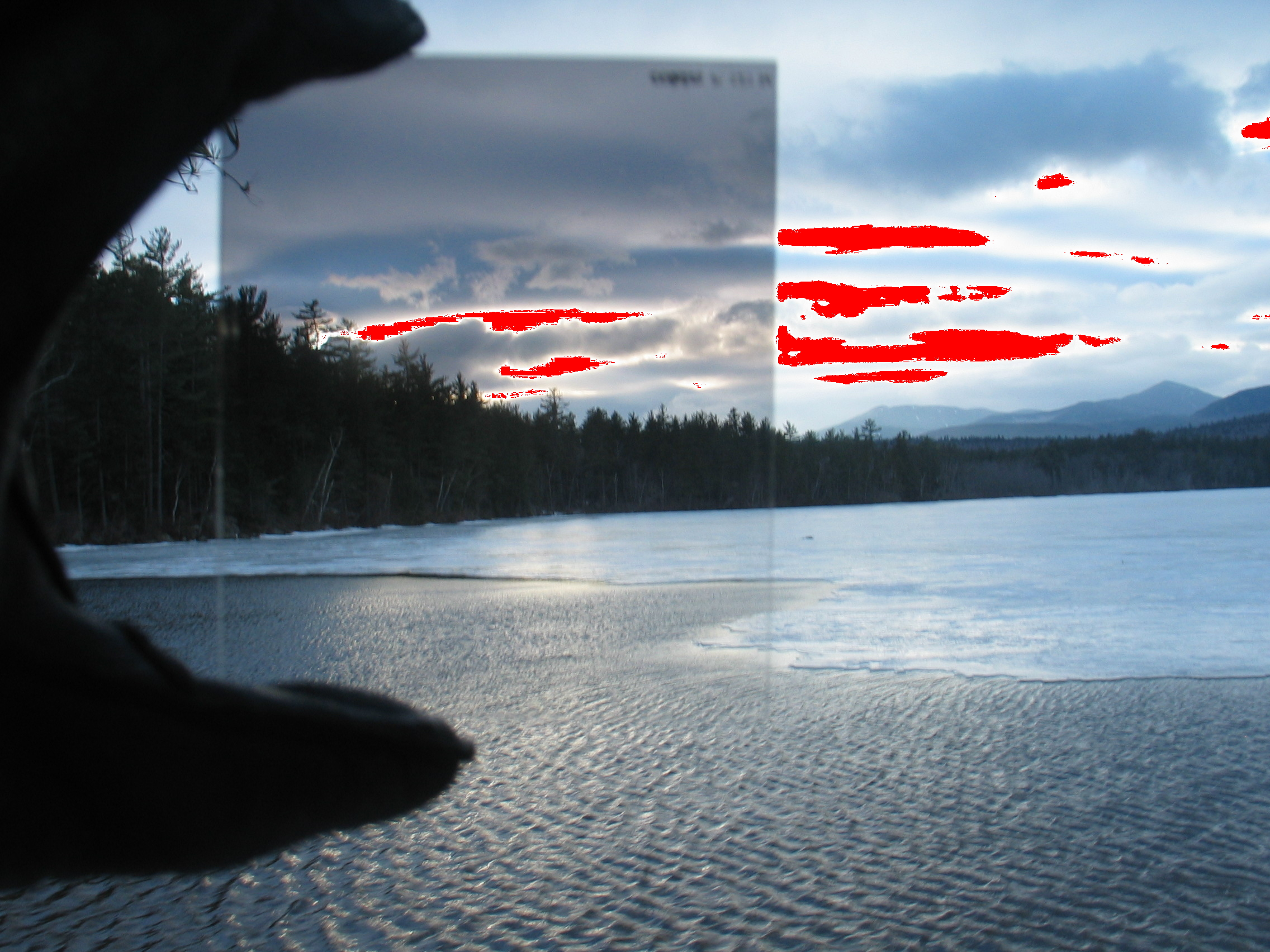
Tentýž obrázek s označenými přeexponovanými - „vypálenými“ (bílými) pixely označenými červeně. Všimněte si, že mraky přes filtr mají kresbu, kdežto vedle nikoliv.

Šedý přechodový filtr, známý také jako šedý neutrální přechodový filtr, nebo také jako šedý přechodový ND filtr, je optický filtr ve fotografii, který má proměnlivou propustnost světla. Filtr slouží především k vyrovnání kontrastů scény, například nadměrného jasu příliš světlé oblohy.

## Popis a použití

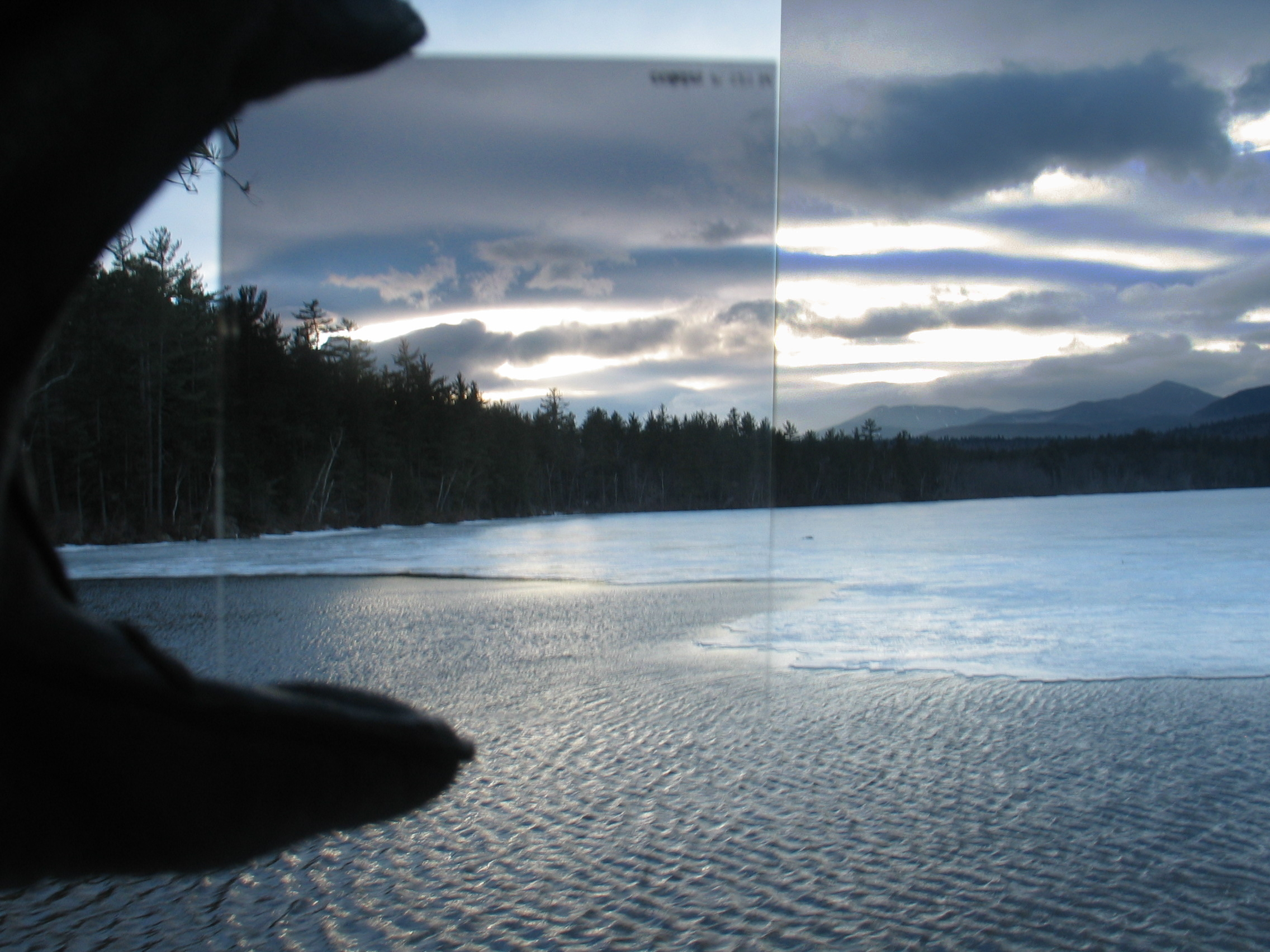
Tentýž obrázek jsme se pokusili zachránit na počítači. Efekt je sice podobný jako s použitím filtru, ale přeexponovaná místa jsou nenávratně ztracena.

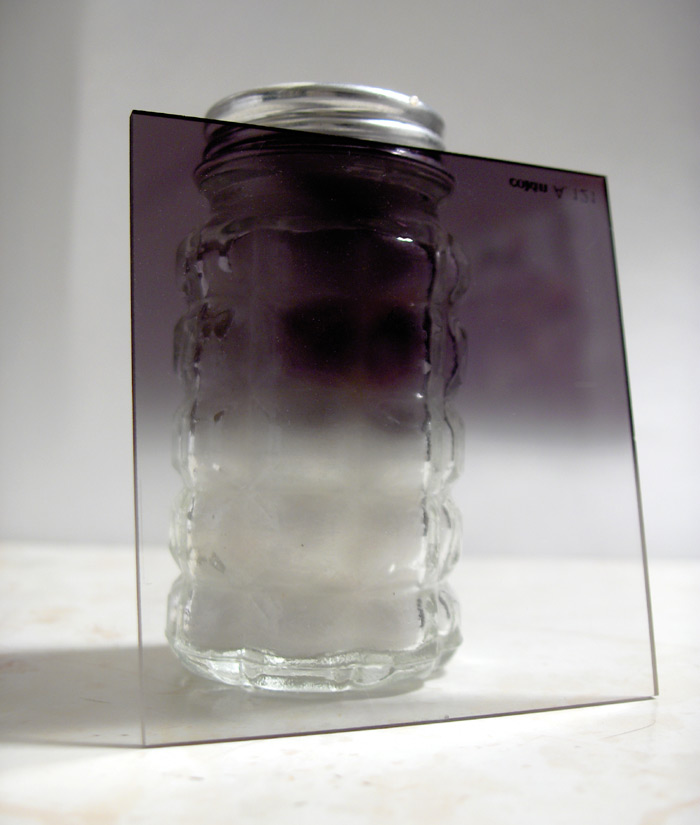
Šedý přechodový filtr Cokin 2-stop (ND2)

Typicky jedna polovina filtru je opatřena náhlými nebo postupnými přechody neutrální hustoty a druhá polovina je čirá. Filtr umožňuje fotografovi snížit příliš velký rozsah expozice scény. Může být použit ke ztmavení příliš světlé oblohy, aby mohla být správně exponována jako je například objekt na zemi, šedá část se natočí na oblohu a průhledná část na zbytek snímku. ND filtry jsou vyráběny v různých tvarech, velikostech a hustotách a mohou být použity v nejrůznějších fotografických a vědeckých aplikacích.

## Rozdělení filtrů
Centrální filtry jsou ND přechodové filtry, které jsou mírně neprůhledné uprostřed a na krajích jsou čiré. Jsou používány pro kompenzaci ubývajícího světla, což je přirozené u velkých optických objektivů.
Důležitou vlastností filtru je faktor propustnosti. Například faktor propustnosti 25% v šedé části filtru snižuje expozici o dvě clony.
Filtry se dělí na mnoho typů, základní však mohou být rozděleny do dvou kategorií:
- Hard Edge
- Soft Edge

Hard edge filtr se používá tam, kde se prudce mění kontrast scény. Například na přechodu horizontu krajiny a oblohy. Soft edge má přechod ze světlé do tmavé plynulejší. Dá se použít tam, kde světlé a tmavé plochy nejsou tak oddělené. Například hora a obloha. Přechod u soft edge je mnohem méně znatelný než u hard edge. ND filtr se dá použít například ke ztmavení oblohy směrem k hornímu okraji snímku.
Na dalším obrázku je vidět rozdíl mezi oběma filtry:

Soft Edge
Hard Edge